# Varšavská aglomerace

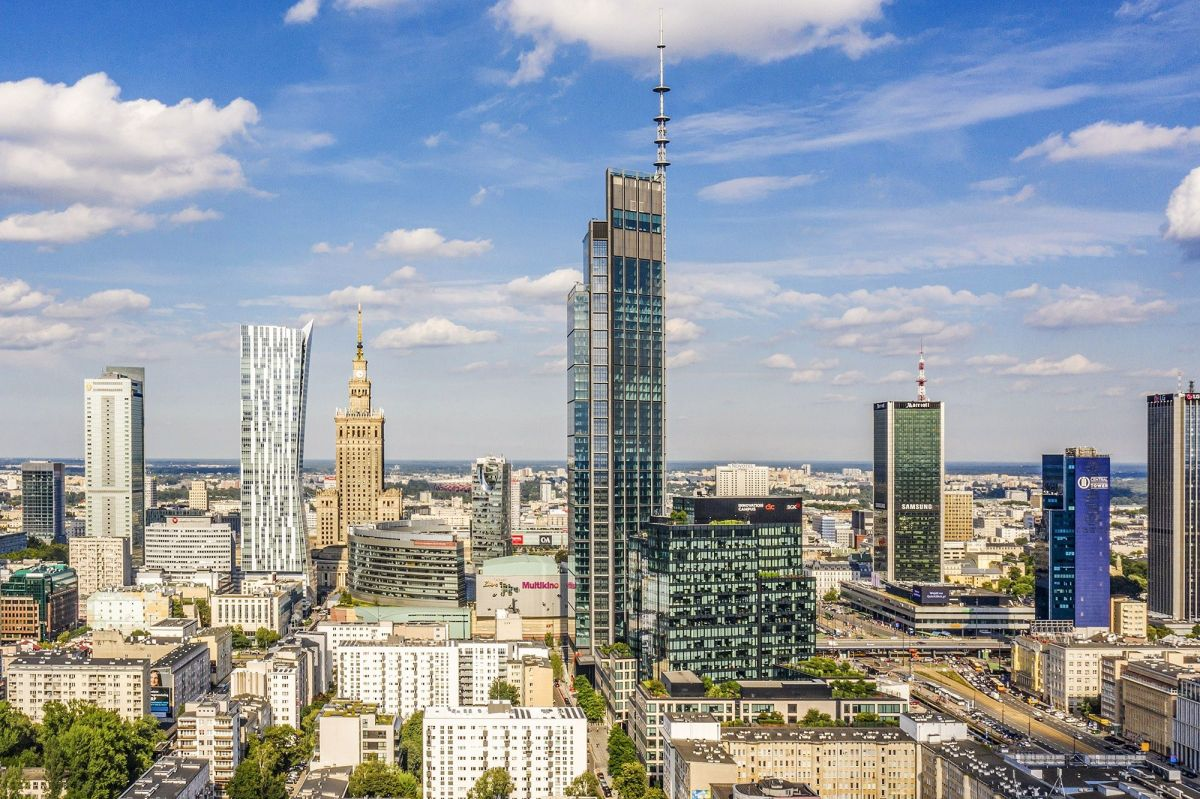
Panorama Varšavy v roce 2022

Varšavská aglomerace (polsky: Aglomeracja Warszawska) je druhá největší metropolitní oblast v Polsku, s jádrem v podobě hlavního města Varšavy. Oblast má rozlohu asi 6100 km² a v roce 2022 měla okolo 3,5 milionů obyvatel. Kromě Varšavy je oblast tvořena městy Pruszków, Legionowo, Otwock, Mińsk Mazowiecki, Piaseczno a Wołomin.